# Warner Classics
Warner Classics è la divisione di musica classica della Warner Music Group.

## Storia
Fondata nel 1991 dando vita all'omonima etichetta discografica, successivamente il gruppo acquisisce Erato, Teldec e NVC Arts e diventa distributrice della etichetta Lontano e della Finlandia Records.
Negli anni 2000 dà origine a due sottoetichette discografiche chiamate "Apex" (a prezzo economico) ed "Elatus" (a medio prezzo), comprendenti registrazioni pregresse tratte dal vasto catalogo Erato, Teldec e Finlandia.
Nel 2013 acquisisce la EMI Classics, inclusa l'etichetta Virgin Classics (le cui incisioni di quest'ultima vengono assorbite all'interno del catalogo Erato).